# تريشيا ميدلتون
تريشيا ميدلتون هي فنانة تنصيبية كندية، ولدت في 1972 في فانكوفر في كندا.